# Vid högre rätt
Vid högre rätt är titeln på en bok av August Strindberg, där han sammanförde dramerna Advent och Brott och brott. Båda pjäserna gestaltar på olika sätt hur högmod bestraffas av övernaturliga makter.